# Klosterheilkunde
Die Klosterheilkunde ist eine naturheilkundliche Behandlungsmethode, die traditionelles Wissen aus der Epoche der Klostermedizin mit moderner Pflanzenheilkunde verbindet. In ihr finden sich auch Elemente der Ordnungs- und Ernährungstherapie sowie spirituelle Ansätze.

## Historischer Hintergrund
Über eine Zeit von etwa 400 Jahren, vom 8. bis ins 12. Jahrhundert, lag die medizinische Versorgung in Europa fast ausschließlich in den Händen von Nonnen und Mönchen. Mit dem Aufkommen der ersten medizinischen Universitäten wie der Schule von Salerno begann der langsame Abstieg der Klostermedizin. Während der Reformationszeit und später durch die Säkularisation ab 1802 wurden viele Klöster geschlossen. Zuvor hatten die Klosterapotheken im 17. und 18. Jahrhundert noch einmal eine pharmazeutische Blüte erlebt. Das alte Heilwissen, das vorwiegend auf die Humoralpathologie aufbaute, geriet im 19. Jahrhundert durch die von Rudolf Virchow begründete medizinische Zelltheorie in Vergessenheit.
Viele Schriften aus der Zeit der Klostermedizin wurden erst in der zweiten Hälfte des 20. Jahrhunderts wissenschaftlich erschlossen, einige zentrale Werke sind bislang jedoch nicht genauer untersucht worden. Die heute bekannten heilkundlichen Schriften der Hildegard von Bingen, die Physica sowie Causae et curae, wurden ab der Mitte des 19. Jahrhunderts von u. a. Friedrich Anton Reuss, Charles Victor Daremberg, Julius Berendes und Heinrich Schipperges übersetzt und ediert. Eine breite Wirkung, die sie im Mittelalter nicht hatten, erreichten sie allerdings erst mit der 1970 von Gottfried Hertzka entwickelten, sogenannten "Hildegard-Medizin". Das Lorscher Arzneibuch, seit 2013 im Weltdokumentenerbe verzeichnet, wurde um 1990 an der Universität Würzburg ausführlich erforscht. Der Macer floridus, das populärste Werk der Klostermedizin, lag erst 2001 in einer vollständigen, neuhochdeutschen Fassung vor. In den folgenden Jahren wurden, erneut in Würzburg, die Arzneipflanzenindikationen bei Hildegard von Bingen und Leonhart Fuchs mit dem aktuellen Forschungsstand verglichen.

## Renaissance der Klosterheilkunde
Frühe Versuche, Heilwissen der Mönche und Nonnen zu bewahren und zu modernisieren, begannen bereits im 19. Jahrhundert. Der bekannte Priester Sebastian Kneipp stieß jedoch auf erbitterten Widerstand seitens der weltlichen Apotheker und wurde 1853 wegen „Vergehens gegen das Kurierverbot“ zu einer Geldstrafe verurteilt. In der Schweiz wirkte Pfarrer Johann Künzle. Während Kneipp seine Medizin auf die fünf Säulen der Naturheilkunde stützte (siehe Kneipp-Medizin), beschränkte sich Künzle fast ausschließlich auf die Pflanzenheilkunde. In Bielefeld verkaufte der heilkundlich bewanderte Tee- und Gewürzhändler Oskar Sarhage ab 1897 Produkte unter dem Markennamen Abtei, die auf Rezepturen eines befreundeten Ordensbruders basierten. Mitte des 20. Jahrhunderts wurde die Pflanzenheilkunde durch den Arzt und Botaniker Rudolf Fritz Weiss von einer Erfahrungsheilkunde zu einer wissenschaftlichen Disziplin weiterentwickelt, der Phytotherapie. Weiss bearbeitete auch die Schriften von Kneipp und Künzle und gab sie neu heraus. Durch den Erfolg von Hertzkas Hildegard-Medizin und die zunehmende wissenschaftliche Erforschung der mittelalterlichen Texte begann Ende des 20. Jahrhunderts eine Renaissance der Klosterheilkunde. Ab 1978 erstellte außerdem die Kommission E Monografien zu 378 Drogen und Drogenzubereitungen, da 1976 die Pflanzenheilkunde in das deutsche Arzneimittelgesetz aufgenommen worden war. Die Ärztin und Fernsehmoderatorin Antje-Katrin Kühnemann veröffentlichte 1986 ihr Buch Geheimnisse der Klostermedizin. Es berief sich auf Computer-Analysen historischer Therapievorschläge anhand der Pflanzeninhaltsstoffe durch das Institut für Pharmazeutische Biologie der Universität München. Hildebert Wagner, der Leiter des Instituts, wurde damals wie folgt zitiert:

„Zu 80 Prozent waren die Therapievorschläge richtig: Damals wurden Heilkräuter verordnet, die tatsächlich zum Beispiel zellwachstumshemmende Wirkstoffe enthalten.“

2002 erschien die erste Ausgabe des Handbuchs der Klosterheilkunde, in dem die 1999 gegründete Würzburger Forschergruppe Klostermedizin bereits auf alle Monografien der Kommission E zurückgreifen konnte. Co-Autor Bernhard Uehleke war zuvor Mitglied dieser Kommission gewesen. Außerdem standen nun deutlich mehr mittelalterliche Quellen zur Verfügung, an deren Erforschung mit Johannes Gottfried Mayer ein weiterer Autor des Buches maßgeblich beteiligt war. Das Handbuch erreichte bis 2009 eine Auflage von 200.000 Exemplaren und wurde in mehrere osteuropäische Sprachen übersetzt. Uehleke über den Erfolg des Buches:

„Es gibt inzwischen ein enormes Interesse an traditionellen Systemen über den naturwissenschaftlichen Bereich hinaus. Viele Menschen sind es leid, mit ständig neuen Ergebnissen der Wissenschaft konfrontiert zu werden.“

Anfangs von der rationalen Phytotherapie noch belächelt und bisweilen auch kritisiert, ergaben Forschungen, dass ein "beträchtlicher Teil der heutigen Kräuterheilkunde auf die [Zeit der] Klostermedizin zurückgeht". Noch heute lassen sich in Hagers Handbuch "volkstümliche Anwendungen" finden, die im Falle von Beifuß, Eberraute, Knoblauch oder Brennnessel nachweislich auf dem Macer floridus basieren.
Am Institut für Pharmazeutische Wissenschaften der Universität Graz wurden 2003 unter der Leitung von Professor Theodor Kartnig ca. 200 Pflanzen untersucht, die von Klöstern in Kärnten und der Steiermark verwendet wurden. Von diesen Pflanzen war nur etwa die Hälfte in deutschsprachigen Arzneibüchern und im Deutschen Arzneimittel Codex enthalten. Eine eingehendere Untersuchung verschiedener Pflanzen wurde angeregt.

## Anwendungsgebiete und Pflanzen
Während die Phytotherapie auch mit industriell hergestellten Fertigarzneimitteln arbeitet, werden in der Klosterheilkunde vornehmlich getrocknete Pflanzen verwendet. Typische Arzneiformen sind Kräuterweine und Tees (abgekocht oder als Kaltauszug), Pflanzenpresssäfte, Extrakte und Tinkturen, Pflanzenpulver, Umschläge und Verbände sowie Bäder und Inhalationen.
In der einschlägigen Literatur werden jeweils rund 100 verschiedene Heilpflanzen genannt, die sich größtenteils überschneiden. Meist werden auch Pfefferminze, Passiflora incarnata, Gartenkürbis und Große Kapuzinerkresse aufgeführt, die im Mittelalter nicht existierten oder in Europa zumindest noch nicht bekannt waren. Einige der genannten Pflanzen wie Andorn, Galgant und Zitwer, die alle bei Hildegard von Bingen eine große Rolle spielten, sind heute eher unbekannt. Die angegebenen Indikationen entsprechen weitestgehend den phytotherapeutischen Standardwerken, die von Max Wichtl (Teedrogen und Phytopharmaka) und Heinz Schilcher (Leitfaden Phytotherapie) herausgegeben werden und somit auch den renommierten Monografien der Kommission E, der ESCOP und der WHO.
Zu den Bereichen, in denen die Klosterheilkunde auch heute noch medizinisch sinnvoll angewendet werden kann, gehören insbesondere:
| Anwendungsgebiet     | verwendete Drogen |
| -------------------- | --- |
| Atemwegserkrankungen | Echter Thymian, Echte Kamille, Lindenblüten, Holunderblüten, Weidenrinde, Andornkraut, Echter Salbei                   |
| Psyche und Nerven    | Echter Baldrian, Hopfenzapfen, Melissenblätter, Echter Lavendel, Echtes Johanniskraut                                  |
| Kreislauf            | Eingriffeliger Weißdorn, Herzgespannkraut, Echter Baldrian, Rosmarin, Senfsamen, Birke                                 |
| Magen und Darm       | Echter Salbei, Eibischwurzel, Gewürznelke, Blutwurzwurzelstock, Petersilie, Artischockenblätter, Kümmelfrüchte, Ingwer |
| Nieren und Blase     | Birke, Große Brennnessel, Ackerschachtelhalmkraut, Petersilie, Liebstöckelwurzel, Gewöhnlicher Löwenzahn               |
| Haut                 | Rosmarinwasser, Ringelblume, Echte Aloe, Buchweizenkraut, Kamillenblüten, Weißkohlblätter, Nachtkerzenöl               |
| Wundheilung          | Spitzwegerichblätter, Ringelblume, Kamillenblüten, Ackerschachtelhalm, Thymiankraut, Arnika                            |
| Bewegungsapparat     | Große Brennnessel, Afrikanische Teufelskralle, Arnika, Heublumen, Gemeiner Wacholder, Weidenrinde                      |

Neben der medizinisch-pharmazeutischen Versorgung von Kranken war aber auch die Prävention schon immer ein Anliegen der Klosterheilkunde. Dazu gehörten bereits im Mittelalter die richtige Ernährung und eine ideale Lebensweise.

## Ausbildung
Eine staatlich anerkannte Ausbildung für Klosterheilkunde gibt es in Deutschland nicht. Es ist jedoch möglich, eine von den Ärzte- und Apothekerkammern anerkannte und mit Fortbildungspunkten honorierte Weiterbildung zu absolvieren.

## Moderne Literatur (chronologische Auswahl)
- Heinrich Schipperges: Krankheitsursache, Krankheitswesen und Heilung in der Klostermedizin, dargestellt am Welt-Bild Hildegards von Bingen. Bonn 1951.
- Antje-Katrin Kühnemann: Geheimnisse der Klostermedizin. Artus Verlag, München 1987, ISBN 3-926187-25-5.
- Johannes Gottfried Mayer, Bernhard Uehleke und Kilian Saum: Handbuch der Klosterheilkunde. ZS-Verlag Zabert Sandmann, München 2002, ISBN 3-89883-226-0.
- Johannes Gottfried Mayer, Bernhard Uehleke und Kilian Saum: Fasten nach der Klosterheilkunde. ZS-Verlag Zabert Sandmann, München 2004, ISBN 3-89883-087-X.
- Hermann Scharnagl: Klosterheilkunde. Fackelträger-Verlag, 2005, ISBN 3-7716-4325-2.
- Johannes Gottfried Mayer, Bernhard Uehleke und Kilian Saum: Die kleine Klosterapotheke. ZS-Verlag Zabert Sandmann München 2005, ISBN 3-89883-118-3.
- Theodor Kartnig: Die Klostermedizin als Gegenstand der modernen Arzneipflanzenforschung. In: Österreichische Apotheker-Zeitung. 2003;57(12), S. 566. ISSN 0029-8859
- Josefa Bölinger, Ursula Hertewich: Heilkraft aus dem Kräutergarten. Franckh-Kosmos, Stuttgart 2007, ISBN 978-3-440-10949-6.
- Oliver Ploss: Klostermedizin: Die 50 besten Tipps. Klosterheilkunde neu entdeckt. Knaur, München 2007, ISBN 978-3-426-64558-1.
- Biologische Bundesanstalt für Land- und Forstwirtschaft (Hrsg.): Heil- und Gewürzpflanzen – Anbau und Verwendung. Berlin 2007, ISBN 978-3-930037-33-9 (online)
- Christine Mayer-Nicolai: Arzneipflanzenindikationen gestern und heute: Hildegard von Bingen, Leonhart Fuchs und Hagers Handbuch im Vergleich. Deutscher Wissenschafts-Verlag, Baden-Baden 2010 (= DWV-Schriften zur Medizingeschichte. Band 9), ISBN 978-3-86888-016-8 (Teil 1 online, Teil 2 online). Zugleich Mathematisch-naturwissenschaftliche Dissertation Würzburg 2009.
- Karl-Heinz Steinmetz, Robert Zell: Medizin der vier Temperamente: Typgerechte Anwendungen aus der Klosterheilkunde. Gräfe und Unzer, 2012, ISBN 978-3-8338-2362-6.
- Gerhard Seidler: Kompendium der Klosterheilkunde. Port Royal, 2012, ISBN 978-3-942705-28-8.
- Johannes Gottfried Mayer, Bernhard Uehleke und Kilian Saum: Das große Buch der Klosterheilkunde. ZS-Verlag Zabert Sandmann, München 2013, ISBN 978-3-89883-343-1.